# Pelta Moses Epstein
Pelta Moses Epstein, bis 1809 Moses Liebhold (Januar 1745 in Offenbach am Main – 22. April 1821 in Bruchsal), war Landesrabbiner im Hochstift Speyer mit Sitz in Bruchsal.
Epstein nannte sich bis 1809, als die Juden in Baden erbliche Familiennamen annehmen mussten, Moses Liebhold. Während seiner Ausbildung besuchte er Talmudschulen in Frankfurt am Main, Fürth und Prag und war danach Hauslehrer bei der Familie Elissen in Frankfurt. Anschließend war er Talmudlehrer und Unterrabbiner an der Model’schen Stiftung in Karlsruhe.
Er heiratete Veilchen Worms (1750–1829). Als ihm daraufhin gekündigt wurde, bestätigte ihn das Oberamt auf Verwendung des Oberlandesrabbiners Tia Weil in seiner Funktion.
Um 1790 trat er das Amt als Landesrabbiner in Bruchsal an. In seine Amtszeit fiel die Erbauung der Synagoge 1802, und infolge der Auflösung des Hochstifts Speyer war er ab 1809 nur noch für die rechtsrheinischen jüdischen Gemeinden, vor allem im Umkreis von Bruchsal, zuständig. Pelta Moses Epstein war der Vater von Naphtali Epstein, der langjährig Sekretär des Oberrats der Israeliten Badens war, und von Abraham Epstein, der nach seinem Tode das Bruchsaler Rabbinat verwaltete.
Mit seinem Schwager Hirsch Moses Wormser leitete er eine Buchdruckerei in Rastatt, später in Karlsruhe, die Gebetbücher, Bibelausgaben und andere Werke in hebräischer Sprache herausgab.